# Newton on the Moor
Newton on the Moor är en ort i civil parish Newton-on-the-Moor and Swarland, i grevskapet Northumberland i England. Orten är belägen 8 km från Alnwick. Civil parish hade 140 invånare år 1951.